# Arméns lednings- och sambandscentrum
Arméns lednings- och sambandscentrum (LSC) var ett truppslagscentrum för signaltrupperna inom svenska armén som verkade åren 1991–1997. Förbandsledningen var förlagd i Enköpings garnison i Enköping.

## Historik
Arméns lednings- och sambandscentrum bildades den 1 juli 1991 i samband med försvarsutredning 1988 genom att truppslagsinspektörerna med truppslagsavdelningar i arméstaben slogs samman med arméns strids- och skjutskolor samt övriga truppslagsskolor, vilka bildade så kallade Truppslagscenter. Denna omstrukturering resulterade i att arméns skolor avvecklades och de nyuppsatta truppslagscentren övertog ansvaret över utbildningen vid skolorna.
Arméns lednings- och sambandscentrum bestod 1991 av arméstabens signalavdelning, Signaltruppernas officershögskola (SignOHS) och Arméns stabs- och sambandsskola (StabSbS). Signaldelen av Artilleri- och ingenjörhögskolan (AIHS) tillkom i Arméns lednings- och sambandscentrum året därpå. Chefen för Arméns lednings- och sambandscentrum innehade även befattningen Signalinspektör. 
Genom försvarsbeslutet 1996 kom Arméns samtliga truppslagscentra att avvecklas och dessas uppgifter övertogs av Armécentrum (ArméC). Detta ledde till att Arméns lednings- och sambandscentrum avvecklades som enhet den 31 december 1997, och att Arméns stabs- och sambandsskola åter blev ett självständigt förband. Detta varade dock endast ett år till dess att Arméns stabs- och sambandsskola avvecklades den 31 december 1998, och den 1 januari 1999 uppgick i det nybildade Ledningscentrum (LedC). I samband med avveckling av Arméns lednings- och sambandscentrum försvann även befattningen Signalinspektör.

## Ingående enheter
- Signalinspektörinspektör med stab (Signinsp)
- Arméns stabs- och sambandsskola (StabSbS)
- Signaltruppernas officershögskola (SignOHS)

## Förläggningar och övningsplatser
När Arméns lednings- och sambandscentrum bildades den 1 juli 1991 förlades truppslagscentrumet till den byggnad som uppförts till Arméns stabs- och sambandsskola (StabSbS), Östra militärområdets materielförvaltning (MFÖ) och Östra militärområdets verkstadsförvaltning (VFÖ).

## Förbandschefer
Förbandschefen för Arméns lednings- och sambandscentrum var tillika signalinspektör. Åren 1966–1991 hade signal- och ingenjörtrupperna gemensam truppslagsinspektör, vilken titulerades ingenjör- och signalinspektör. Från 1991 fick de båda truppslagen varsin inspektör, och titeln för signaltrupperna kortades ner till endast signalinspektör. Signalinspektören var åren 1991–1997 chef för Arméns lednings- och sambandscentrum.

- 1940–1955: ?
- 1955–1959: Fale Burman
- 1962–1966: Bengt Uller
- 1967–1969: Harald Smith
- 1969–1975: Åke Bernström
- 1975–1982: Kåre Svanfeldt
- 1982–1986: Owe Dahl
- 1986–1992: Bertil Lövdahl
- 1992–1997: Lars Dicander

## Namn, beteckning och förläggningsort
| Arméns lednings- och sambandscentrum | 1991-07-01 | – | 1997-12-31 |

| LSC | 1991-07-01 | – | 1997-12-31 |

| Enköpings garnison (F) | 1991-07-01 | – | 1997-12-31 |